# Svédország űrkutatása
'Svédország űrkutatása. Katonai- és polgári felhasználású rakéták tesztelésére, meteorológiai- valamint az (ionoszféra kutatás elősegítésére rakétakilövő bázisokat épített. Elsősorban az angol Skua rakétaváltozatokat alkalmazták.

## Története
Svéd Nemzeti Űrkutatási Bizottság (Swedish National Space Board – SNSB) az Oktatási- és Kulturális Minisztérium felügyelete alá tartozik. Központja Solna községben van. Éves költségvetése mintegy 700 millió svéd korona (közel 80 millió euró). Feladata a világűr kutatásával foglalkozó szervezetek koordinálása (kutatás, fejlesztés, támogatás, műszaki bázis üzemeltetése). Nemzetközi együttműködések kialakítása (NASA, Oroszország, Kína), az Európai Űrügynökség (ESA) alapító tagjaként a közös programokban való részvétel. Költségvetésének 60 százalékát az ESA programjaira fordítja.
A Swedish Institute of Space Physics vagy Institutet för rymdfysik Swedish Institute of Space Physics, Világűr Kutató Intézet (Institutet för rymdfysik – IRF) egy 1957-ben a Svéd Királyi Tudományos Akadémia felügyelete mellett alapított  kormány űrügynökség. Az intézet feladata alapkutatás, oktatás, csillagvizsgáló tevékenység (Kiruna Geofizikai Obszervatórium), űrtechnológia szolgáltatás, légkörfizikai kutatás. 1973-tól az  Oktatási- és Kulturális Minisztérium felügyelete alatt tevékenykedik.
2011 őszén döntés született, hogy a rakétabázist Európa űrkikötővé fejlesztik.

## Űrprogramok

### Rakétabázis
1961-1964 között katonai rakétakísérleti telepként szolgált, itt hajtották végre a Svéd Védelmi Beszerzések Hivatala (FMV) által adott megrendeléseket. Ezen a bázison, Észak-Svédországban Kiruna község közelében, mindössze 200 kilométerre az Északi-sarktól, egy hatalmas vadonban 1964-ben kialakították az Esrange Space Center (ESRANGE) rakétabázist. A bázis megközelíthető légi, vasúti, közúti és tengeri útvonalakon. Műszaki létesítményei lehetőséget biztosítanak az űreszközök követésére, adatainak vételére, feldolgozó helyekre történő továbbításra. Kapcsolatot tart a tengeri felügyeleti rendszerekkel. Az ESA keretében az Európai Launcher Development Organisation (ELDO) része.
Európai Űrkutatási Szervezet (European Space Research Organisation – ESRO) 1966-1972 között több mint 500 rakéta tesztet (kutatási programot) hajtottak végre. A bázisról magas légköri rakétákat, ballonokat indítottak az asztrofizika, a csillagászat, a súlytalanság és a légkör (magnetoszféra és ionoszféra) kutatására. Többségében Centaure (francia), Nike Apache (NASA) és Skua (angol) rakétákat indítottak 100-220 kilométer magasságba.
1972-től a Svéd Űrtechnológiai Vállalat (Swedish Space Corporation – SSC) irányítja a rakétabázist. A kisebb rakéták üzemeltetését fokozatosan nagyobb rakéták vették át, kijutva a mikrogravítációs térbe.
1978-tól a rakétabázis alkalmassá vált műholdas szolgáltatások végzésére.
2011. július 1-jén az SSC eladta műholdas részlegét a német űrkutatási vállalatnak.

#### Ballon kísérletek
1974 óta több mint 500 léggömböt (meteorológia) indítottak nagy magasságba. A bázison kialakították a szükséges működési, ellenőrzési, a gáztárolás feltételeket.

### Műholdak
- Viking (1986-1987) az első űreszköz a magnetoszféra és az ionoszféra plazma folyamatainak vizsgálata
- Freja (1992-1995) a második magnetoszféra műhold
- Astrid–1 (1995) microsatellite a világűr fizikai tényezőinek vizsgálatára
- Astrid–2 (1998-1999) microsatellite a világűr fizikai tényezőinek vizsgálatára,
- Odin (2001-) svéd – kanadai – finn – francia kutatási program a csillagászat és a légköri kémia vizsgálatára,
- Prisma (2010-) technológia anyagok tesztelése mikrogravitációs környezetben,

### Program résztvevő
- Cassini–Huygens – Szaturnusz-szonda, valamint a Titán vizsgálata, Cluster-program – ESA program a Föld magnetoszféra  tanulmányozására,
- Mars Express – az első európai marskutató űrszonda,
- Rosetta – űrszonda , amely közelről megvizsgálta a 67P/Csurjumov–Geraszimenko üstököst.
- Venus Express – az ESA első űrszondája a Vénusz kutatására,
- Swarm – az ESA programja a földi mágneses mező vizsgálatára,

## SNSB igazgatói
- 1972-1979 – Hans Håkansson
- 1979-1989 – Jan Stiernstedt
- 1989-1998 – Kerstin Fredga
- 1998-2009 – Per Tegner
- 2009 – Olle Norberg